# Silencio roto
Silencio roto (2001) es una película española que muestra la vida en un pueblo pequeño tras la guerra civil española en los años 1944-1948. El director es Montxo Armendáriz, y los actores principales son Lucía Jiménez y Juan Diego Botto. 

## Reparto
- Lucía Jiménez como Lucía;
- Juan Diego Botto como Manuel;
- Mercedes Sampietro como Teresa, tía de Lucía;
- Álvaro de Luna como Don Hilario;
- María Botto como Lola, hermana de Manuel;
- Pepo Oliva como Cosme;
- Alicia Sánchez como Rosario;
- Helio Pedregal como Matias;
- Andoni Erburu como Juan, hermano de Manuel;
- Rubén Ochandiano como Sebas;
- Asunción Balaguer como Juanita;
- María Vázquez como Sole.[1]

## Trama
La película empieza con Lucía, una mujer joven, regresando a su pueblo después de nueve años. El año es 1944, y Francisco Franco ya ha ganado la guerra. Lucía explica que tiene que regresar –se supone que es para ganar dinero– porque su madre tiene otros cinco hijos. Se conoce a Teresa, Sebas, Manuel, e Hilario, que ha acabado de regresar de la cárcel. También se ve el cuartelillo de la Guardia Civil, que tiene el típico “Todo por la patria” encima de la puerta. Después de llegar, Lucía vive con Teresa y empieza a trabajar en su bar. 
Desde el primer fotograma, se puede ver la represión que la Guardia Civil ejerce en el pueblo. En una escena, el sargento manda que Sebas beba una botella entera de aceite de ricino porque ha dicho una blasfemia. Poco después Sole, la mujer del cabo, corre para decirles a Lucía y Teresa que los guardias vienen a por Manuel. Manuel corre a las montañas para juntarse con los maquis (los rebeldes que viven ahí). En vez de Manuel, los soldados castigan a Rosario, su madre. Después de eso, Lucía trae unos papeles a Genaro en las montañas para ayudar a los rebeldes, y su relación con Manuel vuelve a ser romántica. 
Las estaciones cambian, y comienza 1946. Los rebeldes invaden la iglesia durante la misa y capturan a varios guardias. Matias va a “hablar” con Cosme, pero lo insulta por ser franquista. Lola explica que al regresar de la guerra, Cosme se enteró de que Hilario y Teresa habían vivido juntos, y por eso traicionó a Hilario y a Matias. 
Los rebeldes ganaron y tomaron el pueblo, y todo el mundo celebra, pero muy pronto vienen más soldados y los rebeldes corren a las montañas de nuevo. Los soldados hacen que todos estén de pie en la plaza mientras que Alfredo indica cuales son los colaboradores, incluyendo a Lola, pero no a Lucía. Algunos días después, Alfredo es matado mientras que está manejando para recoger a Lucía. Se supone que Lucía lo ha pensado. 
Como castigo, los soldados vienen para tomar a Rosario, pero ella ya se ha matado a sí misma. Muy pronto después, Lucía dice que está embarazada, y Manuel dice que su padre ha sido matado por los rebeldes porque no estaba de acuerdo con ellos. Entre toda la muerte, Lucía decide regresar a la casa de su madre para tener a su hija. 
Las estaciones cambian de nuevo, y comienza el invierno de 1948. Lucía regresa, y descubre que Sebas ha muerto, Hilario está escondido en el desván de su casa (la de Cosme y Teresa), y Teresa está dejando comida para los rebeldes. Lucía decide ver a Manuel, y le muestra fotos de su hija. Lucía tiene papeles para que Manuel pueda irse, pero Manuel no quiere. De repente, un grupo de rebeldes llegan con un espía que le matan en la plena luz del día. Lucía, pasmada, corre para el pueblo. 
Los soldados descubren que Hilario estaba escondiéndose en el desván, y Cosme deja que apresen a Teresa, Hilario, y Lucía. Mientras que están en la cárcel, llegan otros soldados con Manuel y otro Maqui. El teniente pregunta a los apresados que les den los nombres de otros maquis pero Hilario le da un codazo al teniente e intenta escapar, pero el guardia de la puerta le dispara y le mata. El teniente ve que Lucía y Manuel tienen una relación, y por eso, manda que los soldados maten a Manuel y a Teresa, mientras que Lucía puede escuchar los disparos.
Al regresar, Lucía dice a Lola que piensa que ella los traicionó, pero Lola responde con ambigüedad. Al fin, Lucía se va en el autobús, debajo de un arco iris en las montañas.

## Temas
Esperanza
La esperanza es el tema más importante de la película. Todos los personajes en Silencio roto la buscan. Los guerrilleros tratan de mantenerla, Genaro no la puede tener sin las cartas de su hijo que ya está muerto, y Rosario y Lola la pierden al fin. El mensaje más potente de la película es que siempre hay esperanza, aunque a veces parezca lo contrario. Al fin de la película, Lucía reconoce la importancia de este hecho. Ella continua escribiendo las cartas a Genaro, en vez de Hilario, su amigo muerte. Como dijo Hilario, es lo que permite que Genaro continua de vivir, y eso es lo más importante de todo. Mientras Lucía sale del pueblo de la tristeza, se ve un arco iris lo que refuerza el sentimiento de que todavía hay esperanza.
Justicia
¿Qué es justicia? En Silencio roto, los personajes principales a veces dudan su percepción de lo que es justo. Matías, el padre de Manuel, quería matar a más personas que traicionaron a los guerrilleros. Los guerrilleros en poder deciden que no era justo de matar a mucha gente del pueblo. Irónicamente, los guerrilleros matan a Matías para su inhabilidad de obedecer sus órdenes. Guerrilleros matan a guerrilleros; gente del pueblo mata a otra gente del pueblo.
Confianza
“No se puede confiar en nadie” le dice Teresa a Lucía en una de las primeras escenas de Silencio roto. Pero al comienzo de la película, Lucía puede confiar en Lola, Manuel, Teresa, e Hilario. Al fin de la película, Manuel, Teresa, e Hilario están muertos, y Lucía no puede confiar en Lola, su mejor amiga, quien ha traicionado a su propia familia. Aunque parecía bastante fuerte cuando lo dijo, el consejo de Teresa era correcto. 
Familia
En Silencio roto, las relaciones que los personajes tienen con miembros de sus familias les sostienen, pero también se colapsan bajo la presión de la guerra. La mayoría de los personajes principales están emparentados, pero la fuerza de las conexiones varía. Lucía tiene relaciones fuertes con su tía Teresa, su enamorado Manuel, y su hija. Sus relaciones con su madre y su tío Cosme son más débiles, y Cosme traiciona a su familia al fin. Aunque los lazos familiares pueden tener una gran importancia, como en el caso de Genaro y su hijo el soldado, también pueden tener poco valor. La familia de Lola era feliz, pero la guerra destruye todo que tenían. Al final de la película, su hermano Manuel, sus padres Rosario y Matías, y su enamorado Sebas están muertos. Lola pierde la lealtad que le importaba y traiciona a Lucía, su mejor amiga.

## Punto de vista
La película relata cómo fue la represión franquista en los pueblos pequeños. El enfoque está en los efectos malos y tristes del régimen de Franco y el impacto que tiene en las vidas de todos en el pueblo. Los personajes buenos son los que ayudan a los rebeldes o maquis y no traicionan a sus amigos dando sus nombres a los soldados. Los que apoyan a Franco – por ejemplo, el Sargento, o Cosme – son mostrados sin emoción ni compasión para otros humanos. 
Pero la película tampoco es totalmente bien dispuesta hacia los rebeldes. Varias rebeldes – incluyendo Matías – recomiendan usar más violencia, y creen que es necesario matar a muchas personas para ganar la lucha. Otros, como Manuel, están atrapados en un dilema porque quieren luchar contra la opresión de Franco, pero no quieren que haya demasiada sangre. 
El punto de vista más representado en la película es el de la gente que no tiene armas con que pueden luchar. Son las mujeres, y también los hombres que no son rebeldes ni soldados. Cuando los soldados de Franco invaden el pueblo, los rebeldes corren y los otros tienen que hacer frente a las consecuencias. Esta injusticia es visible durante toda la película, y muestra que los más valientes no siempre son los soldados.

## Técnicas cinematográficas
El director Montxo Armendáriz utiliza una variedad de técnicas cinematográficas para crear el ambiente de su película. Primeramente, su uso de iluminación y música es muy impresionante. Sus modos de establecer el tono de Silencio roto son efectivos, y conmueven la audiencia. 
El clima y las estaciones tienen un papel importante en esta película. Para cambiar de año, Armendáriz utiliza un cambio dramático del tiempo. Después del muerte de Matías en la primavera de 1946, la lluvia calle y cambia en nieve. De repente, es el invierno de 1948, y todo ha empeorado en el pueblo. 
Armendáriz ilustra este cambio con sombras y colores grises y negros. Al comienzo de la película, todo estaba cubierto en luz – el ambiente emparejaba con la esperanza que comportaba los personajes principales y los guerrillas del pueblo. En 1948, Lucía ha regresado después del nacimiento de su hija, y busca a Manuel, su amor. Pero encuentra un pueblo muy diferente del hogar de que salió –sus amigos y parientes están muertos o son refugios. Durante su visita al pueblo, presencia los asesinatos de su tía, Don Hilario, Manuel, y Rosario. Con su uso de iluminación, el director nos fuerza a sentir la misma pérdida de esperanza que los personajes de Silencio Roto.
Otro método que utiliza Armendáriz para conmover su audiencia es la música. La banda sonora empareja el tono y el tema de las canciones que aparecen por toda la película. En 1946, los guerrilleros o maquis cantan canciones políticas en la barra, y comparten un sentido de esperanza. Sebas toca su armónica en muchas escenas, y Lucía canta cuando está limpiando. Pero en 1948, nadie canta. Los personajes han perdido su esperanza, y han perdido su deseo de cantar. Pero al final de la película aparece la cita: “Las canciones siempre se cantarán sobre tiempos sombríos.”

## Premios
Medallas del Círculo de Escritores Cinematográficos de 2001
Premios Goya 2002
| Categoría               | Persona            | Resultado |
| ----------------------- | ------------------ | --------- |
| Mejor actriz secundaria | Mercedes Sampietro | Ganadora  |

| Categoría              | Persona          | Resultado |
| ---------------------- | ---------------- | --------- |
| Mejor actor revelación | Rubén Ochandiano | Nominado  |